# Ecclesia in Europa
Ecclesia in Europa (česky Církev v Evropě) je postsynodální apoštolská exhortace papeže Jana Pavla II., která byla zveřejněna 28. června 2003. Exhortace navazuje na zvláštní shromáždění biskupské synody pro Evropu, které se konalo ve dnech 1. – 23. října 1999. Zabývá se církví v Evropě.
Dokument byl uspořádán podle tématu naděje. Základní biblické texty byly převzaty z knihy Zjevení.
Ecclesia in Europa si otevřeně uvědomovala, že Evropa je na pokraji toho, aby se stala postkřesťanským kontinentem, a že evangelium musí nyní přinést své „poselství naděje Evropě, která jako by ji ztratila ze zřetele“.

## Kontinentální synody v přípravě na velké jubileum roku 2000
V rámci příprav na Velké jubileum roku 2000 svolal papež Jan Pavel II. pět zvláštních biskupských synod, aby se zabývaly situací církve na všech pěti kontinentech: Africe, Americe, Asii, Oceánii a Evropě. Na synodách byly vypracovány odpovědi na výzvy v oblasti svatosti, evangelizace a služby, kterým církev v jednotlivých regionech v tomto historickém mezníku čelí. Synody připravily církev na rok 2000 a třetí tisíciletí podporou „nové evangelizace“.

## Výzva v souvislosti s projednávanou Ústavou pro Evropskou unii
Papež Jan Pavel II. prosazoval, aby se v návrhu evropské ústavy objevil odkaz na křesťanské kulturní kořeny Evropy. V dokumentu Ecclesia in Europa Jan Pavel II. napsal, že „plně (respektuje) sekulární povahu (evropských) institucí“. Chtěl však, aby ústava EU zakotvovala náboženská práva, včetně uznání práva náboženských skupin na svobodné organizování a na právní postavení, které mají náboženské instituce v jednotlivých členských státech. „Chtěl bych ještě jednou apelovat na ty, kdo připravují budoucí evropskou ústavní smlouvu, aby obsahovala odkaz na náboženství a zejména na křesťanské dědictví Evropy,“ řekl Jan Pavel II.